# Dichaea potamophila
Dichaea potamophila är en orkidéart som beskrevs av James P. Folsom. Dichaea potamophila ingår i släktet Dichaea och familjen orkidéer.
Artens utbredningsområde är Colombia. Inga underarter finns listade i Catalogue of Life.